# Meadow Lakes, Alaska
Meadow Lakes är en ort (CDP) i Matanuska-Susitna Borough, i delstaten Alaska, USA. Enligt United States Census Bureau har orten en folkmängd på 7 570 invånare (2010) och en landarea på 195 km².